# 福田裕彦
福田 裕彦（ふくだ やすひこ、1957年5月3日 - ）は、日本の音楽プロデューサー及び作曲家・編曲家、キーボーディスト。東京都板橋区出身。早稲田大学第一文学部卒業。株式会社大頭（だいず）代表取締役。

## 来歴
東京都立竹早高等学校卒業後の1976年、早稲田大学第一文学部に進学。1978年には、YAMAHA東京支店主催のバンドコンテスト「EAST WEST '78」決勝大会に「夢職人」として出場、優秀賞を受賞する。
早稲田大学卒業後の1980年にベーシスト鳴瀬喜博（現・カシオペア）、ドラマー岡井大二（元・四人囃子）らと結成したバンド「QUYZ」のキーボーディストとしてプロデビュー。
翌1981年、ギタリスト山岸潤史のソロアルバム『ALL THE SAME』にセッション・ミュージシャンとしてレコード・デビュー。同年、斎藤英夫らとのバンド「YOU」でメジャー・デビュー。
1982年に爆風スランプのデビュー前のツアーに、1983年には南こうせつのツアーに参加以降、スタジオ・ミュージシャンとして、シブがき隊、松田聖子、佐野量子、KODOMO BAND、浜田省吾、村下孝蔵、尾崎豊、大沢誉志幸、KAN、爆風スランプに至るまで、1000曲を超えるレコーディングに参加する。
生方則孝と共にYAMAHAのデジタルシンセサイザーDX7用音色ソフト「生福」を開発し、1984年に発表。当機は国内のスタジオ業界を席巻、海外でも高い評価を得た。シンセサイザー関係の著書もある（#著作」節を参照）。
1988年、前述の「生福」ユニットでオリジナル・アルバム『内容の無い音楽会』を発表、カルト的人気を獲得する。同年より2年間鈴木雅之のツアーに参加。鈴木のオファーにより、J-WAVEの音楽番組にコントを執筆する。1989年、同ユニットでファミリーコンピュータソフト『キャプテンED』を制作する。
1988年から1989年には、80年代に音楽活動を通じて得た自身のノウハウを全て総括し、SF小説仕立ての『福田裕彦のスーパーロックキーボード』を執筆した。
1990年から「エンペラー福田」名義で爆風スランプのツアーに再び参加。同年、編曲を担当した小泉今日子の「見逃してくれよ!」がオリコンチャート第1位を獲得、ビクターヒット賞を受賞する。以降は主に作曲・編曲家として活動し、宍戸留美、中江有里、NoB、MASAKI、おおたか静流、鈴木結女、宇都宮隆、谷村有美、木村由姫、玉木宏他、数多くの作曲・編曲を手がける一方で、スーパーボンバーマンシリーズ、『ジェリーボーイ』、『天外魔境II 卍MARU』、『エメラルドドラゴン』などのゲーム音楽、『11人いる!』『ビースト三獣士』『ヘリタコぷーちゃん』などのアニメ音楽も制作している。他方では放送作家、コラムニスト、コミック原作者、作詞家活動を展開し、マルチな才能を発揮した。
1996年以降、俳優の岸谷五朗の発起により始まったチャリティLIVEイベント「A.A.A.（Act Against AIDS）バラエティin武道館」の音楽監督を務めた。テーマ曲を作曲している。
1998年からは、浜田省吾の4年をかけたロングツアー『ON THE ROAD 2001』にキーボード、ストリングスアレンジで初参加。その後も2022年現在まで24年に亘って、浜田のツアーとアルバム・レコーディングに帯同している。浜田省吾とは、PS2専用のゲームソフト『OVER THE MONOCHROME RAINBOW featuring SHOGO HAMADA』の企画・総監督としても関わる（2003年）。
2004年「剱伎衆かむゐ」のファーストDVD『斬雪』をプロデュースする。
2010年～2011年にかけて井上陽水のツアー「POWDER」に参加。

## 人物
福田は音楽教師の父親と熱心なクラシック音楽ファンである母親の指導のもと、4歳でピアノのレッスンを始めるが、厳しいレッスンのストレスから6歳でチック症を発症、ピアノレッスンの強要は無くなった、と後に語っている。
その後、アニメや特撮番組の耳コピーをして数年過ごすが、10歳の時クラシックピアノのレッスンを再開、17歳まで「なんとなく」（本人談）続ける。中学を卒業するまでは「クラシック音楽にあらずんば音楽にあらず」という両親の頑なな態度が崩れず、中学になって好きになったエルトン・ジョンのアルバムなどを両親の留守を狙って聞いていたと言う。
早稲田大学進学後は「いわゆる五月病が卒業するまで抜けず」、クラブにも属さず、高校時代に組んだ友人たちとのバンドサークルを維持。定期コンサートを行ううち、1978年に現・YAMAHA主催のバンドコンテスト日本楽器「EAST WEST '78」に自己のインストゥルメンタルバンド「夢職人」で出場、優秀賞を受賞する。
1979年、「知り合いに頼まれて」ソウル系のバンドを組織し「EAST WEST '79」に出場した際に、予選会の審査員だったギタリストの山岸潤史に見出され、同年秋YAMAHAがカルロス・サンタナを招聘して行ったライブイベント「サンタナ・ギターウォーズ」にキーボーディストとして参加する。これが実質的なプロ・デビューとなった。同年、福田はYAMAHAのシンセサイザー拡販事業の一環であるスクールの講師となると、神田の宮地楽器でシンセサイザーを教え始める。イエロー・マジック・オーケストラの登場などで市場は活況を呈し、このスクールも多くの生徒を集めた。1981年入学の生徒には、シンガーソングライターの飯島真理もいた。
1999年には、日本テレビの番組『ウッチャンナンチャンのウリナリ』のコーナーで、ポケットビスケッツが3人それぞれソロでCDデビューした際に内村テル（内村光良）がソロ楽曲「青の住人」のピアノ演奏を弾いておらず、代わりに福田が弾いていた事が発覚して有名になる。その後、福田は内村が生放送で「青の住人」の演奏をする特番に再び登場し、この頃から「アノマロカリスのおじさん」と呼ばれる。後にウリナリ実行委員会の面々とCD発売を賭け勝負した際もアノマロカリスを持ってきて、「アノマロカリスの歌（「大きな古時計」の替え歌）」を披露していた。

### 音楽出版
2006年、実相寺昭雄プロデュースのDVD『怪獣のあけぼの』に音楽協力する。同年7月に株式会社大頭を設立、「多種多様なクリエイターによる「創出物」のジャンル的境界とクリエイター間の垣根を取り払い、幅広くフレキシブルなクリエイターのネットワークを創出する」ことを設立の趣旨とした。新レーベル「大頭視聴覚」より「世界初のフィッシュロックバンド『漁港』」のアルバムなど、様々なCDを送り出した。
現在、趣味的音楽活動として、オペラ歌手の高野二郎（『電人ザボーガー』の主題歌を歌唱）と、実写特撮ソングだけを演奏するアコースティックユニットでもある「JURAN JURAN」を結成、年に2～3回のライブを行っている。

### 執筆活動
中学校時代の福田の学業成績は極めて優秀で、両親から常に学年でトップであることを義務付けられていたプレッシャーから逃れるため、逆に月に原稿用紙500枚以上のSF小説を書き散らしていた。竹早高校進学後は、友人とロックバンドを組み、文芸部の部長として機関紙を発行しながら映画を撮り、「実に正しい文化系不良としての3年間を過ごした」が、「基本的には鬱であり毎日が本当にしんどかった」とも述懐している。17歳の時、自費出版のLPアルバム『ROTTEN PEACH』を発表している。
福田はブログを始めとする様々な文章において、自らを「パロディスト」「かなり激しく屈折した性格」と呼び、「センターを取るよりも周辺に位置して自由な立場をキープしていたいタイプ」と定義している。過去には「映画作家を目指して早稲田文学部に進学したのに、4年間であっさり変節してミュージシャンになってしまった薄弱な意志の持ち主」との記述もある。
福田自身は基本的にはユーモアを好み、「ユーモアのないものは芸術ではない」と明言したため、『内容の無い音楽会』発表時には「拍手よりも笑い声を聴きたい」と語り、その後も鈴木雅之のJ-WAVEの番組に1年間にわたりコントのシナリオを提供していた。1989年にTBSテレビのお笑い新人発掘の深夜番組から「生福」での出演依頼が舞いこんだが編曲の仕事が忙しく果たせず「もしあの番組に出演していたら、自分は音楽家よりも放送作家の道を選んだかも知れない」とも語っている。
『パソコンライフ』に「デスクトップ･ミュージック入門」シリーズを寄稿（1996年）。著作の『ピアノコードワーク入門』（1996年音楽之友社）、『CDで学ぶ作曲入門』（1999年ナツメ社）はともに2006年に加筆修正版が上梓された。

## 作品

### 映画音楽
- 『国東物語』村野鐵太郎監督作品（編曲）1983年
- 『11人いる!』出崎哲監督 1987年
- 『ギララの逆襲/洞爺湖サミット危機一発』河崎実監督作品 2008年
- 『ロボゲイシャ』井口昇監督作品 2009年
- 『爆発!スケ番ハンターズ 総括殴り込み作戦』中平一史監督作品 2010年
- 『アイコンタクト』中村和彦監督作品 2010年
- 『電人ザボーガー』井口昇監督作品（音楽監督）2011年
- 『ゾンビアス』井口昇監督 2011年
- 『はらぺこヤマガミくん』井口昇/塩崎遵/西村喜廣監督作品 2012年
- 『デッド寿司』井口昇監督作品 2012年
- 『ABC's Of DEATH』井口昇監督作品 2012年
- 『HELL』西村喜廣監督作品 2013年
- 『アナタの白子に戻り鰹』今井真監督作品 2013年
- 『ヌイグルマーZ』井口昇監督作品 2014年
- 『ライヴ』井口昇監督作品 2014年
- 『もういちど』板屋宏幸監督作品 2014年
- 『Zアイランド』品川ヒロシ監督作品 2015年
- 『ラブ＆ピース』園子温監督作品 2015年
- 『もちつきラプソディ』加瀬聡監督作品 2015年
- 『キネマ純情』井口昇監督作品 2015年
- 『スレイブメン』井口昇監督作品 2016年
- 『ブルーハーツが聴こえる ラブレター』井口昇監督作品 2017年
- 『ゴーストスクワッド』井口昇監督作品 2018年
- 『少女ピカレスク』井口昇監督作品 2018年
- 『カマキリの夜』中川究矢監督作品 2018年
- 『惡の華』井口昇監督作品 2019年
- 『冥界喫茶ジュバック』大野大輔監督作品 2019年
- 『辻占恋慕』大野大輔監督作品 2021年
- 『IDOL NEVER DiES』井口昇監督作品 2022年
- 『異端の純愛』井口昇監督作品 2023年

### TV番組
- 『ヘリタコぷーちゃん』1998年
- 『古代少女隊ドグーンV』2010年
- 『ウルトラゾーン』2011年（音楽制作）
- 『でんぱコネクション』2012年
- 『ネオ・ウルトラQ』2013年
- 『怪奇大作戦 ミステリー・ファイル』2013年
- 『実在性ミリオンアーサー』2014年
- 『ドアマイガーD』2015年
- 『Zアイランド 関東極道炎上篇』dTV 2015年
- 『暗闇三太』2015年
- 『でんぱコネクション フレンチ』2015年
- 『進撃の巨人 反撃の狼煙』dTV 2015年
- 『監獄学園』2015年
- 『武蔵忍法伝 忍者烈風』2015年
- 『坂本ですが?』2016年[17]
- 『世界の闇図鑑』2017年
- 『ゆうべはお楽しみでしたね』2019年
- 『ゼブラ』2019年
- 『おやすみ、また向こう岸で』2019年
- 『絶対泣かない、私』2020年
- 『アタシはカレシ』2020年
- 『フォトジェニック』2020年
- 『青きヴァンパイアの悩み』2021年
- 『Solievo』2024年

### ゲーム音楽
- 『探偵 神宮寺三郎 横浜港連続殺人事件』1988年
- 『ボンバーボーイ』1990年
- 『ダウンロード』1990年
- 『ジェリーボーイ』1991年
- 『天外魔境II 卍MARU』1992年 - 久石譲と共作
- 『スーパーボンバーマン2』1994年
- 『ボンバーマンGB』1994年
- 『エメラルドドラゴン』（PCエンジン版）1994年
- 『ボンバーマンGB2』1995年
- 『エメラルドドラゴン』（スーパーファミコン版）1995年
- 『スーパーボンバーマン4』1996年 - 編曲。作曲は竹間淳
- 『ボンバーマンGB3』1996年
- 『スーパーボンバーマン5』1997年 - 竹間淳と共作
- 『PDウルトラマンバトルコレクション64』1999年
- 『大脳』1999年
- 『OH NO!』2000年
- 『OVER THE MONOCHROME RAINBOW featuring SHOGO HAMADA』2003年

### WEB番組
- 『ウルトラ怪獣御殿』2012年
- 『BAD BUTT』2012年

### 舞台
- 『SONG WRITERS』シアタークリエ 2013年（2015年 再演）
- 『ロカビリージャック』シアタークリエ 2019年
- 『SONG WRITERS』シアタークリエ 2024年　再再演
- 『明日の人』ドラマティックゆうや 2024年
- 『恋する幼虫』参宮橋トランスミッション 2024年

### 提供楽曲・プロデュース作品
- フックンの頭脳改革（布川敏和）作曲・編曲　1986年
- らくだ（爆風スランプ）作曲・編曲　1986年
- 内容の無い音楽会（生福）作詞・作曲・編曲・脚本　1987年
- 21世紀の子供たちへ（真璃子）作曲・編曲　1987年
- 元気を出してね（真璃子）作詞・作曲・編曲　1988年
- TOY PIANO（佐野量子）編曲　1989年
- JUST LIKE MAGIC（『CITY HUNTER3』イメージソング/歌：Red Monster）編曲　1989年
- ぼく かっこいいでしょ（『みんなのうた』歌：真璃子）作曲・編曲　1989年6・7月
- ドレミファソラシドシシドルミ（宍戸留美）作曲・編曲　1990年
- 天外魔境II 卍MARU（ゲーム　サウンドトラック）作曲・編曲　1992年
- PUNSUKA（宍戸留美）作曲・編曲　1992年
- The Voice is coming（おおたか静流）編曲　1992年
- NoB 1st（NoB）編曲　1992年
- Deux couleurs（中江有里）編曲　1993年
- DON'T STOP! CARRY ON（『機動戦士Vガンダム』第2期オープニングテーマ）編曲　1993年
- リピートパフォーマンス2（おおたか静流　アルバム）作曲・編曲　1992年
- リピートパフォーマンス3（おおたか静流　アルバム）作曲・編曲　1993年
- ノスタルジア（おおたか静流）作曲・編曲　1994年
- MANIA（MANIA）編曲・プロデュース　1994年
- エメラルドドラゴン（ゲーム　サウンドトラック）作曲・編曲　1995年
- E・ZONE～愛しきものへ（『裂魔伝 E・ZONE』イメージソング/歌：風雅なおと）作曲編曲　1995年
- 緋の迷宮（『裂魔伝 E・ZONE』イメージソング/歌：小杉十郎太）作曲・編曲　1995年
- CONTRAST VISION（『裂魔伝 E・ZONE』イメージソング/歌：小杉十郎太）作曲・編曲　1995年
- 遥かなる真実（『裂魔伝 E・ZONE』イメージソング/歌：松葉美保）作曲・編曲　1995年
- Brave Love, TIGA（『ウルトラマンティガ』エンディングテーマ/歌：地球防衛団）編曲、参加メンバーとして名を連ねる。　1996年
- 永遠のカタルシス（『裂魔伝 E・ZONE』イメージソング/歌：風雅なおと）作曲・編曲　1997年
- 終わらない夜に（『裂魔伝 E・ZONE』イメージソング/歌：小杉十郎太）作曲・編曲　1997年
- 天空の旋律（『裂魔伝 E・ZONE』イメージソング/歌：KUKO）作曲・編曲　1997年
- ぱぁぞぉんのワルツ（『裂魔伝 E・ZONE』イメージソング/歌：福田裕彦・藤貴紀子）作曲・編曲　1997年
- 217（町支寛二）作曲・編曲・プロデュース　1997年
- Moving（鈴木結女）編曲　1997年
- COVERS（木村由姫）編曲　2000年
- HOT CRUISING NIGHT（木村由姫）編曲　2000年
- 憂凪 〜YU-NAGI〜（木村由姫）編曲　2001年
- マイ・プレジャー〜With my pleasure〜（谷村有美）作曲・編曲　2001年
- OVER THE MONOCHROME RAINBOW featuring SHOGO HAMADA（ゲーム　サウンドトラック）作曲・編曲　2003年
- 月夜のかけおち（小林未郁）作詞・作曲・編曲　2003年
- 心臓の音（ミミナリ）（小林未郁）作詞・作曲・編曲　2003年
- いままでよりずっと（華子）作詞・作曲・編曲　2006年
- 毒・群花（小林未郁）作曲・編曲　2007年
- 無敵AURAのエナジー（『ドラゴンボール改』イメージソング/歌：Dragon Soul）編曲　2009年
- 花街おんな唄（『CR花の慶次~斬』搭載曲/歌：傾奇エンジェルス）作曲・編曲　2009年
- 生徒会戦隊ガクエンジャー（『生徒会の一存』イメージソング/歌：富樫美鈴）作曲・編曲　2010年

共編曲
- 菊池俊輔 電人ザボーガー（『電人ザボーガー（映画）』オープニングテーマ/歌：高野二郎）　2011年
- 菊池俊輔 おれの兄弟 電人ザボーガー（『電人ザボーガー（映画）』エンディングテーマ/歌：高野二郎）

共作
- 森田釣竿「おくいぞめ」（テレビ東京「しなプチュ」2021年1月の歌）

## 主なライブバックアップアーティスト
- 南こうせつ 1983～1984
- 鈴木雅之 1988～1989
- 爆風スランプ 1990～1993
- 町支寛二 1990～1997
- おおたか静流 1993～1995
- 浜田省吾 1998～継続中
- 谷村有美 2000～継続中
- 井上陽水 2010～2011
- フィロソフィーのダンス 2018～

## 出演
- 『ヘルドライバー』アコーディオンゾンビ役
- 『ウルトラゾーン』第18話「ラゴン一家」・第21話「さすらいのM1号 完結編」（2012年） - お客 役

## 著作

### アルバム
- 「生福」名義『内容の無い音楽会』CBS・ソニー〈32DH-5104〉、1988年8月26日。CD（12cm）。国立国会図書館書誌ID:000008910593。

### 映像作品
楽曲提供
- 中村 和彦『アイ・コンタクト もう1つのなでしこジャパン ろう者女子サッカー: 劇場用ドキュメンタリー映画』アイ・コンタクト製作委員会 (発売・販売)、2010年、NCID BB22004786。

監修
- 黄瀬和哉（アニメ監督）、若林漢二／橘正紀（演出）、神戸洋行（作画監督）、小倉宏昌（美術監督）、江面久（ヴィジュアル・エフェクト）『Rebirth ドキュメントオブアニメーション - Over the monochrome rainbow』ビーネクスト、2003年。ISBN 9784906069385。。
- 『Over the monochrome rainbow featuring SHOGO HAMADA パーフェクトナビゲーター』デジキューブ（発売）、2003年。ISBN 9784887871168。

### 書籍
『デジタル・シンセサイザーヤマハDX7パーフェクト活用法』は、当時、難解とされたFM音源のロジックを明解に説明した解説書として広く売れ、英訳バージョンも上梓された。
- 『CS01パーフェクト活用法』書誌情報不明。
- 『デジタル・シンセサイザーヤマハDX7パーフェクト活用法』リットーミュージック〈サウンド・ディレクション・シリーズ 3〉、第11版、1986年。ISBN 4845690020、NCID BA34682211。
- 『WHAT’S DX7-2―ヤマハDX7-2徹底活用マニュアル』リットーミュージック、1987年。ISBN 4845600145, 978-4845600144。
- 『福田裕彦のスーパー・ロック・キーボード - SF仕立てのキーボード・ベーシック入門』ヤマハミュージックエンタテインメントホールディングス〈スコマガブックス〉、1991年。ISBN 9784636167122。
- 『ピアノ・コードワーク入門』音楽之友社〈すぐわかる 4〉、1995年。ISBN 4276300045、NCID BN14582974。
- 『CDで学ぶ作曲入門』ナツメ社〈ナツメミュージックレッスン〉、1998年。ISBN 4816325395, 9784816325397、NCID BA82854668。
- 『ピアノ・コード・ワーク入門 : すぐわかる』ドレミ楽譜出版社、2006年。ISBN 4285110105、NCID BA84717023。
- 『CD誰も書かなかった作曲の「タネあかし」』ヤマハミュージックメディア、2007年。ISBN 9784636818819、NCID BA82207638。

### 雑誌
『パソコンライフ』に「デスクトップ･ミュージック入門」シリーズを執筆。以下の書誌はいずれも国立国会図書館収蔵、デジタル版は館内限定公開。
- 「(第1回) 音楽史の中のDTM」『パソコンライフ』第768号、日本放送出版協会、1996年8月、95-98 (コマ番号0054.jp2-)。
- 「MIDIとは何か?」『パソコンライフ』、日本放送出版協会、1996年9月、95-97 (コマ番号0054.jp2)。
- 「(第3回) MIDIを使って音を出す」『パソコンライフ』第770号、日本放送出版協会、1996年10月、92-94 (コマ番号0054.jp2-)。
- 「(第4回) MIDIデータを変える」『パソコンライフ』第771号、日本放送出版協会、1996年11月、74-76 (コマ番号0045.jp2-)。

### 関連資料
- DJフクタケ、糸田屯、井上尚昭『ゲーム音楽ディスクガイド』田中"hally"治久 監修、Pヴァイン、日販アイ・ピー・エス (発売)、東京、2019年、015, 112, 125, 140, 259, 261頁。索引より「福田裕彦」。別題『Video Game Music Disc Guide : Diggin' In The Discs』〈ele-king books〉。
  - 「第1章 試行錯誤の黎明期　§アレンジの模索」p.15
  - 「第3章 ミニマムサンプリングの音楽　§家庭用その他(SFC)」p.112
  - 「第4章 ハード的制約から解放された音楽　§劇伴作家の仕事」p.125
  - 「同　§プログレ」p.140
  - 「第6章 アレンジバージョン　§ジャンルミックス」p.259、p.261